# Oignon pomme de terre
 (septembre 2024).
La mise en forme du texte ne suit pas les recommandations de Wikipédia : il faut le « wikifier ».
Les points d'amélioration suivants sont les cas les plus fréquents. Le détail des points à revoir est peut-être précisé sur la page de discussion.
- Les titres sont pré-formatés par le logiciel. Ils ne sont ni en capitales, ni en gras.
- Le texte ne doit pas être écrit en capitales (les noms de famille non plus), ni en gras, ni en italique, ni en « petit »…
- Le gras n'est utilisé que pour surligner le titre de l'article dans l'introduction, une seule fois.
- L'italique est rarement utilisé : mots en langue étrangère, titres d'œuvres, noms de bateaux, etc.
- Les citations ne sont pas en italique mais en corps de texte normal. Elles sont entourées par des guillemets français : « et ».
- Les listes à puces sont à éviter, des paragraphes rédigés étant largement préférés. Les tableaux sont à réserver à la présentation de données structurées (résultats, etc.).
- Les appels de note de bas de page (petits chiffres en exposant, introduits par l'outil «  Source ») sont à placer entre la fin de phrase et le point final[comme ça].
- Les liens internes (vers d'autres articles de Wikipédia) sont à choisir avec parcimonie. Créez des liens vers des articles approfondissant le sujet. Les termes génériques sans rapport avec le sujet sont à éviter, ainsi que les répétitions de liens vers un même terme.
- Les liens externes sont à placer uniquement dans une section « Liens externes », à la fin de l'article. Ces liens sont à choisir avec parcimonie suivant les règles définies. Si un lien sert de source à l'article, son insertion dans le texte est à faire par les notes de bas de page.
- La présentation des références doit suivre les conventions bibliographiques. Il est recommandé d'utiliser les modèles {{Ouvrage}}, {{Chapitre}}, {{Article}}, {{Lien web}} et/ou {{Bibliographie}}. Le mode d'édition visuel peut mettre en forme automatiquement les références.
- Insérer une infobox (cadre d'informations à droite) n'est pas obligatoire pour parachever la mise en page.

Pour une aide détaillée, merci de consulter Aide:Wikification.
Si vous pensez que ces points ont été résolus, vous pouvez retirer ce bandeau et améliorer la mise en forme d'un autre article.
 (septembre 2024).

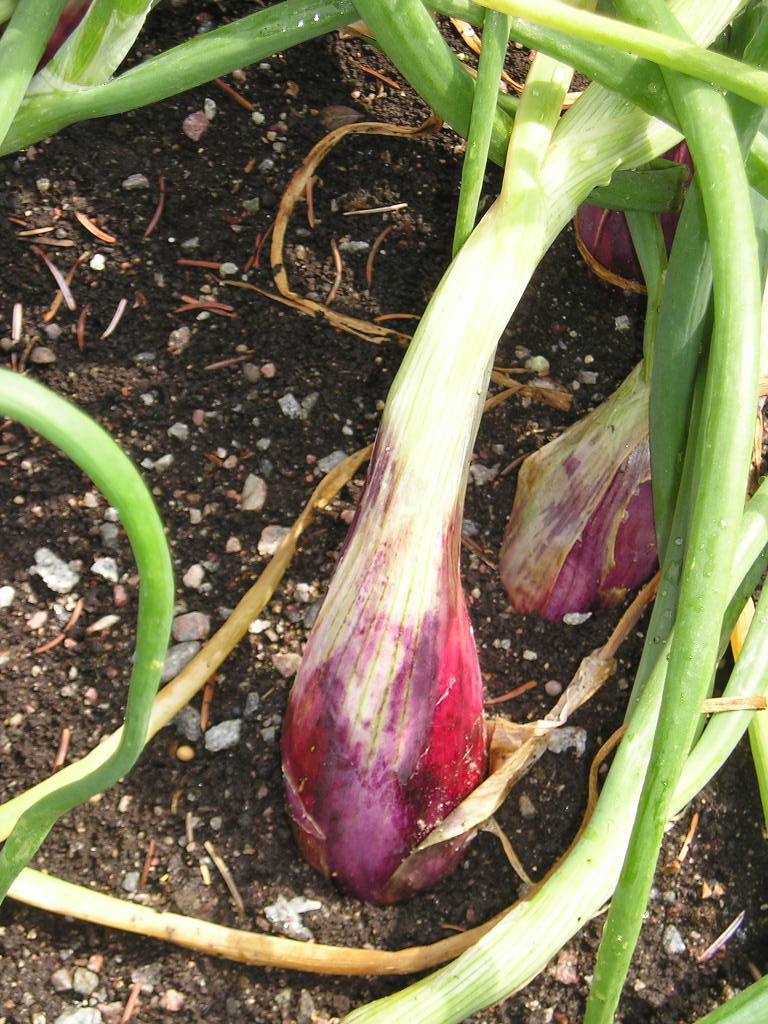

L'oignon pomme de terre (aussi connu sous le nom d'oignon égyptien, oignon souterrain ou oignon multiplicateur) est un groupe variétal que Maud Grieve appelle Allium proliferum mais a également été classé dans le groupe Aggregatum d'Allium cepa, proche de l'échalote. Il donne parfois des bulbes de forme irrégulière ou ronds, qui, pour certaines anciennes variétés anglaises, peuvent être plus ou moins gros,,.
Selon l'ethnobotaniste français Michel Chauvet, l'oignon pomme de terre, appelé aussi oignon de Paris, forme plusieurs bulbes plus ou moins aplatis qui, contrairement à l'échalote, restent enveloppés dans des enveloppes extérieures. Le terme aggregatum a été inventé pour décrire ce type. Il est cultivé dans les jardins de nombreux pays, comme la Finlande, la Russie, le Sri Lanka, les Philippines et l'Équateur.
Il est planté à partir de bulbes et non de graines. Il doit être planté à l'automne ou au début du printemps. Les sources diffèrent quant à la profondeur de plantation, certaines affirmant qu'une plantation peu profonde est appropriée et d'autres préconisant une plantation plus profonde.